# La Gorgue
La Gorgue (Nederlands: De Gorge) is een gemeente in het Franse Noorderdepartement(Frans: département du Nord). De gemeente ligt in Frans-Vlaanderen in het Leiedal, op de grens met Artesië. Langs de noordgrens van de gemeente stroomt de Leie en La Gorgue is daarmee de enige gemeente in het arrondissement Duinkerke dat ten zuiden van de Leie ligt. La Gorgue grenst aan de gemeenten Stegers, Steenwerk, Sailly-sur-la-Lys, Laventie, Richebourg, Lestrem en Meregem en telde op 1 januari 2022 5.553 inwoners. In het oosten van de gemeente ligt het gehucht Nouveau Monde.

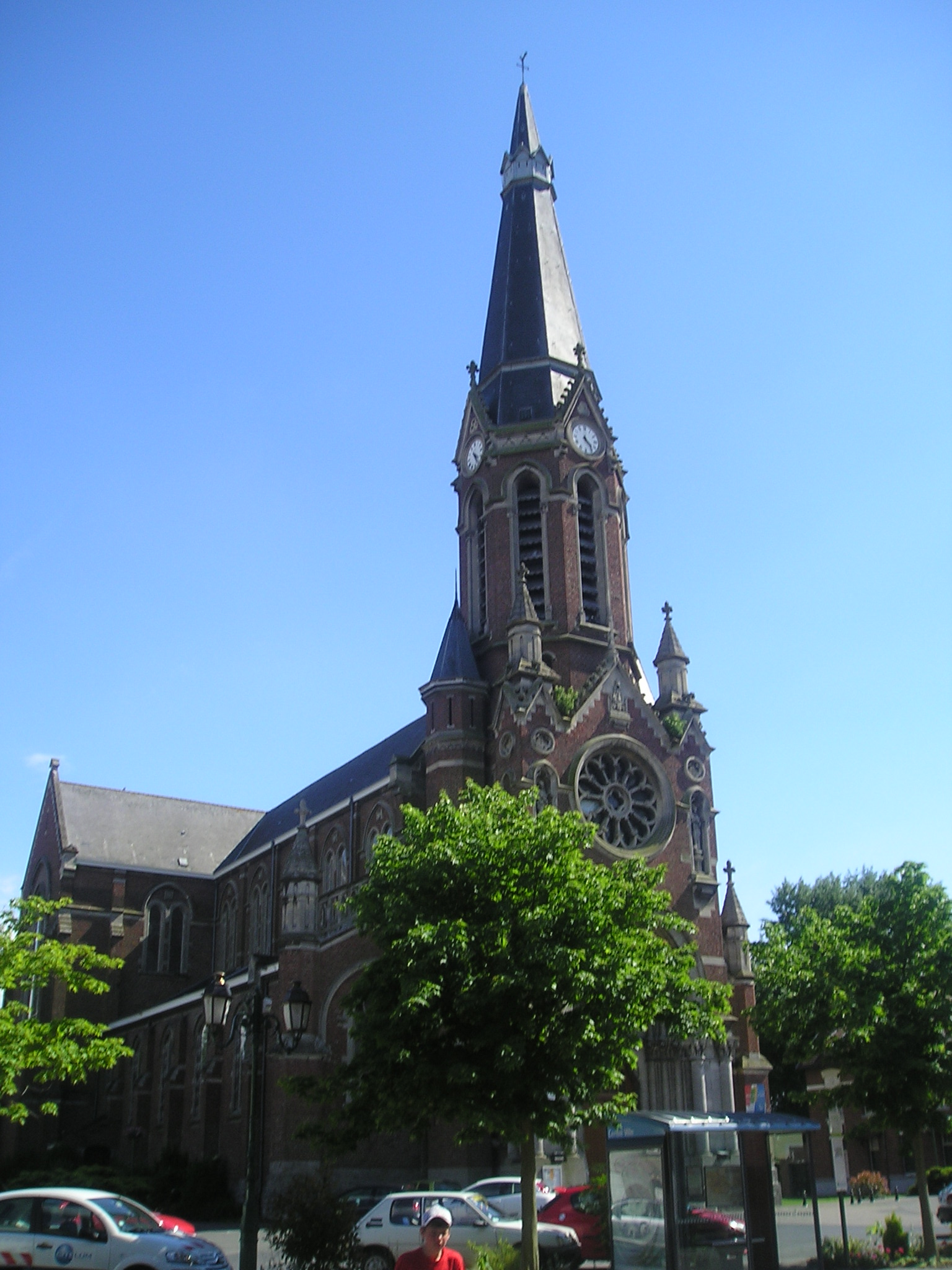
De Sint-Pieterskerk

## Geschiedenis
La Gorge werd voor het eerst vermeld in 1163 als de la Gorga, en in 1190 werd La Gorge een zelfstandige parochie. In 1221 werd hier een Cisterciënzinnen abdij gesticht, waar tot 800 zusters verbleven: de Abdij van Beaupré. In 1792 werd de abdij opgeheven en van 1795-1797 werden de gebouwen gesloopt.
In 1340 werd La Gorge, dat in het grensgebied van Vlaanderen en Artesië lag, door de Vlamingen in brand gestoken. In 1347 gebeurde dat weer, maar nu door de Fransen.
Op 15 augustus 1566 vond er een beeldenstorm plaats. Toen de Calvinisten werden verslagen vluchtten vele protestanten naar Engeland en Duitsland. In de 17e eeuw was de plaats welvarend vanwege de Leie die als transportweg voor graan en wijn, en voor de vlasteelt. La Gorgue werd een centrum van lakennijverheid en 1662 werd het eerste stadhuis gebouwd en voorzien van een belfort.
In 1674 werd ook La Gorgue geannexeerd door Frankrijk.
In 1849 werd de oude Sint-Jacobskerk, die in vervallen staat verkeerde, gesloopt. In 1895 werd een nieuwe kerk, de Sint-Pieterskerk, in gebruik genomen.
Op 11 oktober 1914 werden 43 burgers gegijzeld door de Duitsers en als menselijk schild om de doorgang van Duitse troepen over de Leie te forceren. 40 mensen kwamen daarbij om. Op 10 april 1918 werd, tijdens het Lenteoffensief, een groot deel van La Gorgue verwoest.
Op 4 september 1944 werd La Gorgue bevrijd door Canadese troepen.
In 1952 was er sprake van de zaak-Welcomme, waarbij een onderaardse gang van meer dan 100 meter lengte werd ontdekt, waardoor de sterke drank van de destilleerderij van Nouveau Monde werd verpompt om naar België te worden gesmokkeld.

## Bezienswaardigheden
- De Sint-Pieterskerk (Eglise Saint-Pierre), een neogotische basilicale kruiskerk met hoge, voorgebouwde toren, gebouwd na de verwoesting tijdens de Eerste Wereldoorlog.
- Het stadhuis met belfort, na de Eerste Wereldoorlog herbouwd in Vlaamse neo-renaissancestijl.
- De gemeente heeft een aantal Britse militaire begraafplaatsen uit de Eerste Wereldoorlog
  - Laventie Military Cemetery, met meer dan 500 graven.
  - Pont-du-Hem Military Cemetery, met meer dan 1500 graven.
  - ongeveer 150 militaire graven bevinden zich op de gemeentelijke begraafplaats van La Gorgue (door de CWGC  La Gorgue Communal Cemetery genoemd).

## Natuur en landschap
La Gorgue ligt aan de Leie, daar waar de Lawe in deze rivier uitmondt. De hoogte bedraagt 12-19 meter.

## Geografie
De oppervlakte van La Gorgue bedroeg op 1 januari 2022 15,03 vierkante kilometer; de bevolkingsdichtheid was toen 369,5 inwoners per km².

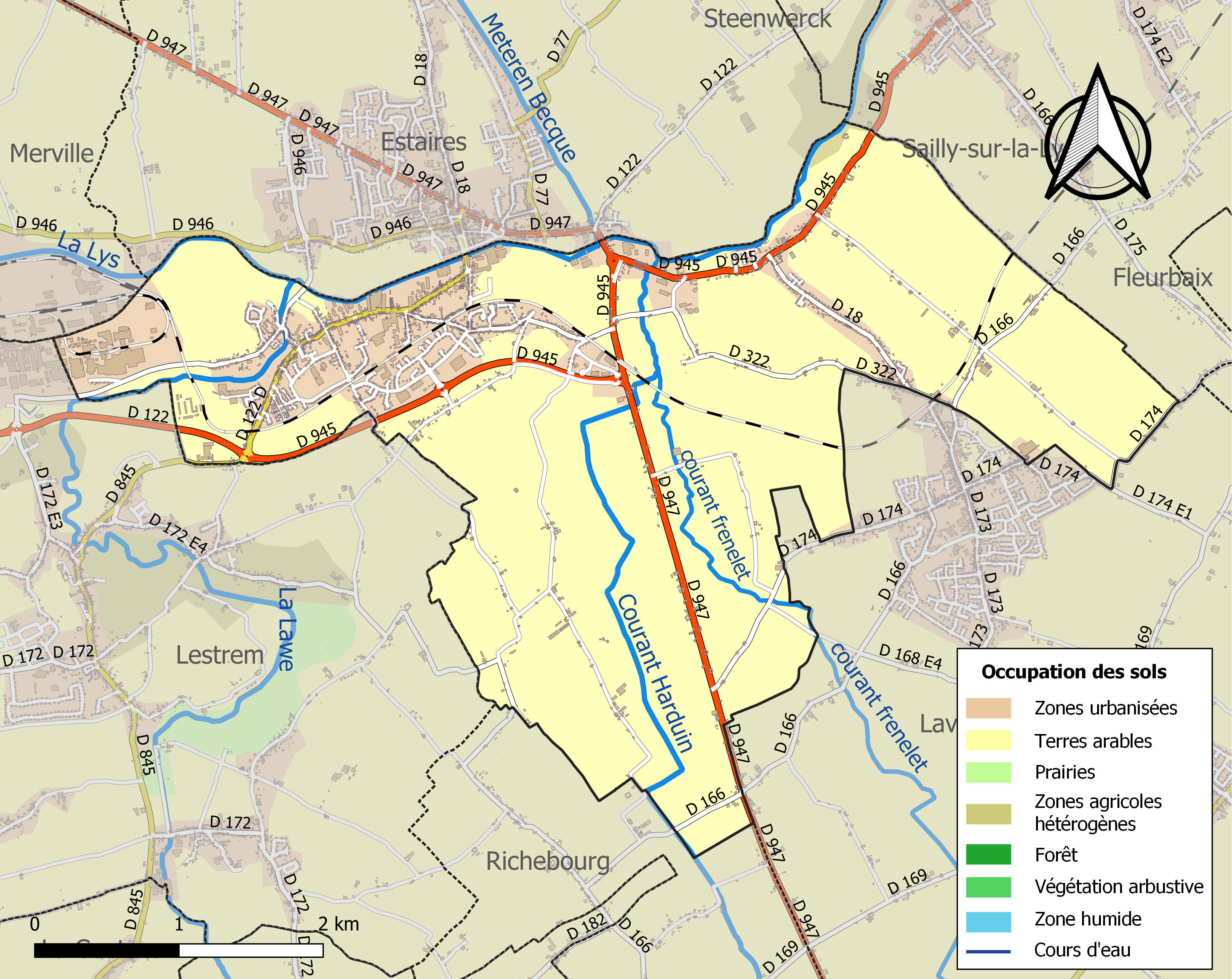
Kaart van de gemeente met belangrijkste infrastructuur, bodemgebruik en omliggende gemeenten

## Demografie
Onderstaande figuur toont het verloop van het inwonertal (bron: INSEE-tellingen).

## Nabijgelegen kernen
Estaires, Lestrem, Merville